# Sklad Sergij Tončič
Sklad Sergij Tončič, s celotnim nazivom Slovenski visokošolski Sklad Sergij Tončič, so ustanovili v Trstu leta 1952. Sklad finančno podpira slovenske univerzitetne študente, ki imajo stalno bivališče ali so se rodili v Furlaniji – Julijski Krajini in so redno vpisani na dodiplomskih ali podiplomskih visokošolskih programih.
Največ zaslug pri ustanovitvi sklada ima ugledni odvetnik in slovenski javni delavec Frane Tončič, ki je s prijatelji in somišljeniki ustanovil sklad v spomin na sina Sergija, ki je umrl v dvajsetem letu starosti. Prepričani so bili, da sta izobrazba in ustvarjalnost temelja slovenskega obstoja in uveljavitve ter da ju je zato treba spodbujati. Še pod zavezniško vojaško upravo Svobodnega tržaškega ozemlja v Trstu je bil Sklad potrjen z dekretom in registriran na tržaškem sodišču leta 1954. V prvih letih obstoja je Sklad Sergij Tončič kupoval potrebnim študentom zelo drage univerzitetne knjige predvsem iz prava, medicine in tehničnih ved. V osemdesetih letih prejšnjega stoletja do leta 2001 je nagrajeval najboljše diplomske naloge in disertacije, ki so izstopale po svoji poglobljenosti, kasneje pa je pričel podeljevati denarne podpore oziroma štipendije za študijske smeri, ki so za slovensko narodno skupnost v Italiji posebnega pomena. Pri skladu so ustanovili tudi nagrado za izredne ustvarjalne dosežke mladih Zlato zrno.
Sklad Sergij Tončič se opira na sredstva, ki jih je zapustil odvetnik Frane Tončič, na darove posameznikov, na javne prispevke in na zapuščino Eme Tomažič, ki je v oporoki Dijaški matici iz Trsta zapustila svojo vilo v Ulici Porta, ki jo je Sklad Sergij Tončič kasneje prodal Republiki Sloveniji, kjer je zdaj stanovanje slovenskega konzula v Trstu.
Slovenski visokošolski Sklad Sergij Tončič v Trstu vsako leto objavlja razpis za študijske podpore, odbor sklada nato določa o številu podpor in o zneskih, nato podpore razdelijo na javni podelitvi.